# Sonja Jógvansdóttir
Sonja Jógvansdóttir (ur. 9 listopada 1977 w Tórshavn) - farerska polityk, od 2015 roku poseł na Løgting.

## Życie prywatne
Jest córką Jógvana Finnura Poulsena oraz Jónvør Hansdóttir. Mimo że jej miejscem urodzenia jest Tórshavn, wychowała się w Fuglafjørður. W roku 1997 uzyskała średnie wykształcenie w szkole w Kambsdalur, a następnie w 2002 ukończyła politologię na Uniwersytecie w Edynburgu. W latach 2002–2004 pracowała dla gazety Dimmalætting, między 2005, a 2006 była jednym z reprezentantów Wysp Owczych w Unii Europejskiej, zaś od 2006 roku jest koordynatorem w związku zawodowym Samtak. Jest założycielką LGBT Føroyar, pierwszej organizacji LGBT na Wyspach Owczych. Wraz ze swoją życiową partnerką Annlis Bjarkhamar zamieszkuje w Tórshavn.

## Kariera polityczna
Sonja Jógvansdóttir kandydowała po raz pierwszy do Løgting w wyborach w 2015 roku. Zdobyła wówczas 1 021 głosów, co dało jej drugi wynik na liście Javnaðarflokkurin oraz trzeci w kraju (przed nią byli: Aksel V. Johannesen oraz Hogni Hoydal). Stała się pierwszym posłem na Wyspach Owczych oficjalnie deklarującym orientację homoseksualną. Jej obecność na listach wykluczyła między innymi możliwość zawarcia koalicji z religijną Miðflokkurin.
Pierwszego dnia po zawiązaniu nowej koalicji rządowej pomiędzy Javnaðarflokkurin, Tjóðveldi oraz Framsókn Jógvansdóttir zdecydowała się opuścić szeregi Partii Socjaldemokratycznej. Swoje stanowisko wyjaśniła brakiem wymienienia w umowie koalicyjnej zapisu o dążeniu do legalizacji jednopłciowych małżeństw. Jednocześnie zadeklarowała, że jako poseł niezrzeszony będzie wspierała powstałą koalicję. Premier Aksel V. Johannesen podkreślił, że żałuje odejścia Jógvansdóttir, jednak uznał jej obietnicę za wiążącą, w związku z tym koalicja, posiadająca wraz z Jógvansdóttir wymaganych do większości 17 posłów, nie jest zagrożona.